# 马拉加德尔夫雷斯诺
马拉加德尔夫雷斯诺，是西班牙卡斯蒂利亚-拉曼恰瓜达拉哈拉省的一个市镇。总面积24平方公里，总人口193人（2001年），人口密度8人/平方公里。